# Чакапули
Чакапули (груз. ჩაქაფული) — национальное грузинское блюдо, представляющее собой молодое мясо, тушённое с зеленью и специями (в переводе означает «мясо в пенке»). Чаще всего используют баранину (но также и телятину и др.), а для праздничного варианта — ягнятину. Особую пикантность блюду добавляет свежий эстрагон (тархун), также часто для приготовления используют ткемали. Эти компоненты придают мясу легкую кислинку и нежный аромат. Подают чакапули как самостоятельное блюдо с вином, зеленью и хлебом, а едят его только в горячем виде.
В Грузии готовят чакапули преимущественно поздней весной и в начале лета, так как в этот период для него есть самые необходимые продукты. Часто его готовят на Пасху или другие церковные праздники, а также на Гиоргоба (день святого Георгия Победоносца), который отмечается в начале мая и является одним из наиболее значительных религиозных праздников в стране. В такие праздники принято выезжать на святые места, расположенные в удалении от городов, поэтому чакапули чаще всего готовят на костре в больших котлах, такое блюдо получается особенно вкусным.